# Salisbury (Misuri)
Salisbury es una ciudad ubicada en el condado de Chariton en el estado estadounidense de Misuri. En el Censo de 2010 tenía una población de 1618 habitantes y una densidad poblacional de 470,06 personas por km².

## Geografía
Salisbury se encuentra ubicada en las coordenadas 39°25′24″N 92°48′9″O / 39.42333, -92.80250. Según la Oficina del Censo de los Estados Unidos, Salisbury tiene una superficie total de 3.44 km², de la cual 3.44 km² corresponden a tierra firme y (0%) 0 km² es agua.

## Demografía
Según el censo de 2010, había 1618 personas residiendo en Salisbury. La densidad de población era de 470,06 hab./km². De los 1618 habitantes, Salisbury estaba compuesto por el 96.29% blancos, el 2.1% eran afroamericanos, el 0.49% eran amerindios, el 0.06% eran asiáticos, el 0% eran isleños del Pacífico, el 0.12% eran de otras razas y el 0.93% pertenecían a dos o más razas. Del total de la población el 0.25% eran hispanos o latinos de cualquier raza.